# Glenea villiersi
Glenea villiersi är en skalbaggsart som beskrevs av Stefan von Breuning 1960. Glenea villiersi ingår i släktet Glenea och familjen långhorningar. Inga underarter finns listade i Catalogue of Life.